# Stylidium cyguorum
Stylidium cyguorum este o specie de plante dicotiledonate din genul Stylidium, familia Stylidiaceae, ordinul Asterales, descrisă de Robert Desmond David Fitzgerald. Conform Catalogue of Life specia Stylidium cyguorum nu are subspecii cunoscute.